# Liste des cathédrales du Canada

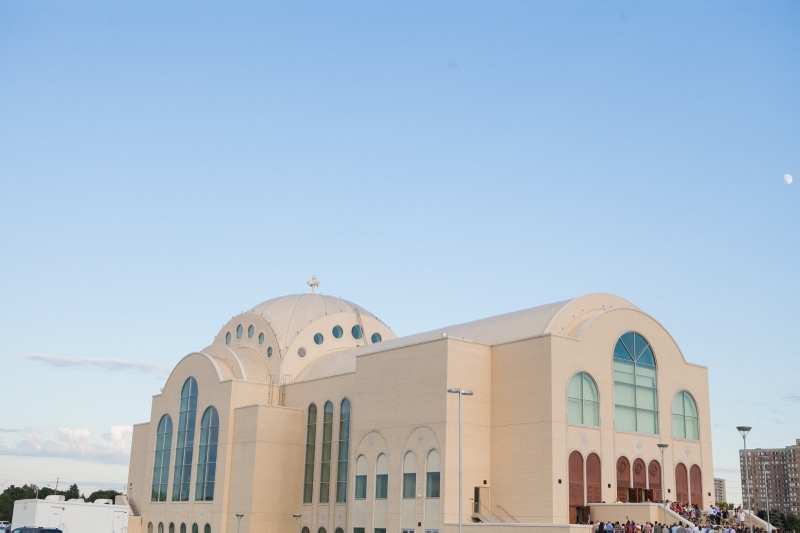
La cathédrale Saint-Marc de Toronto

Cet article recense les cathédrales du Canada.

## Alberta

### Calgary
- Cathédrale de l'Église du Rédempteur, Anglicane
- Cathédrale Sainte-Marie, Catholique romaine

### Edmonton
- Cathédrale de Tous-les-Saints, Anglicane
- Cathédrale de Tous-les-Saints, Orthodoxe
- Cathédrale Sainte-Barbe, Orthodoxe russe
- Cathédrale Saint-Jean, Orthodoxe ukrainienne
- Cathédrale Saint-Joseph, Catholique romaine
- Cathédrale Saint-Josaphat, Catholique ukrainienne
- Cathédrale Saint-Vladimir, Orthodoxe russe

### McLennan
- Cathédrale Saint-Jean-Baptiste, Catholique romaine

### Rivière-la-Paix
- Cathédrale Saint-Jacques, Anglicane

### Saint-Paul
- Cathédrale Saint-Paul, Catholique romaine

## Colombie-Britannique

### Kamloops
- Cathédrale du Sacré-Cœur, Catholique romaine
- Cathédrale Saint-Paul, Anglicane

### Kelowna
- Cathédrale de l'Église de Saint-Michel et de Tous-les-Anges, Anglicane

### Nelson
- Cathédrale de Marie-Immaculée, Catholique romaine
- Cathédrale Saint-Sauveur, Anglicane

### Prince George
- Cathédrale du Sacré-Cœur, Catholique romaine

### Prince Rupert
- Cathédrale Saint-André, Anglicane

### Vancouver
- Cathédrale de l'Église du Christ, Anglicane
- Cathédrale Sainte-Eucharistie, Catholique ukrainienne
- Cathédrale de la Sainte-Trinité, Orthodoxe ukrainienne
- Cathédrale Saint-George, Orthodoxe grecque
- Cathédrale du Saint-Rosaire, Catholique romaine

### Victoria
- Cathédrale de l'Église du Christ, Anglicane
- Cathédrale Saint-André, Catholique romaine
- Cathédrale Saint-Jean-l'Évangéliste, Anglicane catholique

## Île-du-Prince-Édouard

### Charlottetown
- Basilique-cathédrale Saint-Dunstan, Catholique romaine
- Cathédrale Saint-Pierre, Anglicane

## Manitoba

### Brandon
- Cathédrale Saint-Matthieu, Anglicane

### Le Pas
- Cathédrale Notre-Dame-du-Sacré-Cœur, Catholique romaine

### Saint-Boniface
- Cathédrale de Saint-Boniface, Catholique romaine

### Winnipeg
- Cathédrale Sainte-Marie, Catholique romaine
- Cathédrale Sainte-Trinité, Orthodoxe ukrainienne
- Cathédrale Saint-Jean, Anglicane
- Cathédrale Saints-Vladimir-et-Olga, Catholique grecque-ukrainienne

## Nouveau-Brunswick

### Bathurst
- Cathédrale du Sacré-Cœur, Catholique romaine

### Edmundston
- Cathédrale de l'Immaculée-Conception, Catholique romaine

### Fredericton
- Cathédrale de l'Église du Christ, Anglicane

### Miramichi
- Basilique Saint-Michel, Catholique romaine

### Moncton
- Cathédrale Notre-Dame-de-l'Assomption, Catholique romaine

### Saint-Jean
- Cathédrale de l'Immaculée-Conception, Catholique romaine

## Nouvelle-Écosse

### Antigonish
- Cathédrale Saint-Ninian, Catholique romaine

### Halifax
- Basilique-cathédrale Sainte-Marie, Catholique romaine
- Cathédrale de Tous-les-Saints, Anglicane

### Yarmourth
- Cathédrale Saint-Ambroise, Catholique romaine

## Nunavut

### Iqaluit
- Cathédrale Saint-Jude, Anglicane

## Ontario

### Cambridge
- Cathédrale Saint-Matthieu, Anglicane

### Cornwall
- Cathédrale de la Nativité, Catholique romaine

### Glengarry Nord
- Cathédrale Saint-Finan de Glengarry Nord

### Hamilton
- Cathédrale de l'Église du Christ, Anglicane
- Cathédrale de Dieu-le-Roi, Catholique romaine

### Hearst
- Cathédrale Notre-Dame-de-l'Assomption, Catholique romaine

### Kenora
- Cathédrale Saint-Alban, Anglicane

### Kingston
- Cathédrale Sainte-Marie, Catholique romaine
- Cathédrale Saint-George, Anglicane

### London
- Cathédrale Saint-Paul, Anglicane
- Basilique-cathédrale Saint-Pierre, Catholique romaine

### Markham
- Cathédrale de la Transfiguration, Byzantin slovaque

### Moosonee
- Cathédrale de Dieu-le-Roi, Catholique romaine

### North Bay
- Cathédrale de l'Assomption, Catholique romaine

### Ottawa
- Cathédrale de l'Annonciation, Anglicane catholique
- Cathédrale de l'Église du Christ, Anglicane
- Basilique-cathédrale Notre-Dame, Catholique romaine
- Cathédrale Saint-Élie
- Cathédrale de la Sainte-Trinité, Orthodoxe

### Pembroke
- Cathédrale Saint-Columbkille, Catholique romaine

### Peterborough
- Cathédrale Saint-Pierre-aux-Liens, Catholique romaine

### Saint Catharines
- Cathédrale Sainte-Catherine-d'Alexandrie, Catholique romaine

### Toronto
Voir : Liste des cathédrales de Toronto

### Thunder Bay
- Cathédrale Saint-Patrick, Catholique romaine

## Québec

### Amos
- Cathédrale Sainte-Thérèse-d'Avila, Catholique romaine

### Baie-Comeau
- Cathédrale Saint-Jean-Eudes, Catholique romaine

### Gaspé
Cathédrale du Christ-Roi de Gaspé, Catholique romaine

### Gatineau
- Cathédrale Saint-Joseph, Catholique romaine

### Joliette
- Cathédrale Saint-Charles-Borromée, Catholique romaine

### La Pocatière
- Cathédrale Sainte-Anne, Catholique romaine

### Longueuil
- Cocathédrale Saint-Antoine-de-Padoue, Catholique romaine

### Mont-Laurier
- Cocathédrale Notre-Dame-de-Fourvière, Catholique romaine

### Montréal
- Cathédrale Christ Church, Anglicane
- Basilique-cathédrale Marie-Reine-du-Monde, Catholique romaine
- Cathédrale Sainte-Sophie, Orthodoxe ukrainienne
- Cathédrale Saint-Sauveur, Grecque-melkite
- Cathédrale Saint-Maron, Maronite

### Nicolet
- Cathédrale Saint-Jean-Baptiste, Catholique romaine

### Québec
- Basilique-cathédrale Notre-Dame, Catholique romaine
- Cathédrale Sainte-Trinité, Anglicane

### Rimouski
- Cathédrale Saint-Germain, Catholique romaine

### Rouyn-Noranda
- Cathédrale Saint-Joseph, Catholique romaine

### Saguenay
- Cathédrale Saint-François-Xavier, Catholique romaine

### Saint-Hyacinthe
- Cathédrale Saint-Hyacinthe-le-Confesseur, Catholique romaine

### Saint-Jean-sur-Richelieu
- Cathédrale Saint-Jean-l'Évangéliste

### Saint-Jérôme
- Cathédrale de Saint-Jérôme, Catholique romaine

### Salaberry-de-Valleyfield
- Basilique-Cathédrale Sainte-Cécile, Catholique romaine

### Sherbrooke
- Basilique-cathédrale Saint-Michel, Catholique romaine

### Trois-Rivières
- Cathédrale de l'Assomption, Catholique romaine

## Saskatchewan

### Gravelbourg
- Cocathédrale Notre-Dame-de-l'Assomption, Catholique romaine

### Muenster
- Cocathédrale Saint-Pierre, Catholique romaine

### Prince Albert
- Cathédrale Saint-Alban, Anglicane
- Cathédrale du Sacré-Cœur, Catholique romaine

### Qu'Appelle
- Cathédrale Saint-Pierre, Anglicane

### Regina
- Cathédrale Saint-George, Orthodoxe romaine
- Cathédrale Saint-Paul, Anglicane
- Cathédrale Saint-Rosaire, Catholique romaine

### Saskatoon
- Cathédrale Sainte-Famille, Catholique romaine
- Cathédrale Sainte-Trinité, Orthodoxe ukrainienne
- Cathédrale Saint-George, Catholique ukrainienne
- Cathédrale Saint-Jean-l'Évangéliste, Anglicane
- Cathédrale Saint-Paul, Catholique romaine

## Terre-Neuve-et-Labrador

### Corner Brook
- Cathédrale du Saint-Rédempteur, Catholique romaine
- Cathédrale de l'Église de Saint-Jean-l'Évangéliste, Anglicane

### Gander
- Cathédrale Saint-Martin

### Grand Falls-Windsor
- Cathédrale de l'Immaculée-Conception, Catholique romaine

### Harbour Grace
- Cathédrale de l'Immaculée-Conception, Catholique romaine

### Labrador City
- Basilique Notre-Dame-du-Perpétuel-Secours, Catholique romaine

### St. John's
- Basilique Saint-Jean-Baptiste, Catholique romaine
- Cathédrale Saint-Jean-Baptiste, Anglicane

## Territoire du Nord-Ouest

### Fort Smith
- Cathédrale Saint-Joseph, Catholique romaine

## Yukon

### Whitehorse
- Cathédrale de l'Église du Christ, Anglicane
- Cathédrale du Sacré-Cœur, Catholique romaine